# Fort Davis
Fort Davis är administrativ huvudort i Jeff Davis County i Texas. Orten har fått sitt namn efter Jefferson Davis. Enligt 2010 års folkräkning hade Fort Davis 1 201 invånare.